# Antonio M. Molina
Antonio M. Molina (19 de Novembro de 1918, Manila, Filipinas — 15 de Novembro de 2000, Madrid, Espanha) foi um historiador, professor, advogado, linguista e diplomata filipino, considerado um dos mais destacados hispanistas filipinos da segunda metade do Século XX.

## Infância e Educação
Nasceu em Manila, nas Filipinas, em 1918, primogênito do médico Ricardo Molina e de Consuelo Memije. Teve 12 irmãos, apenas cinco alcançaram a idade adulta. Foi educado no Colegio de San Juan de Letrán, uma escola católica para meninos dirigida por freis dominicanos (Ordem dos Pregadores) da região Intramuros de Manila, onde se formou com um diploma de segundo grau como orador de sua turma em 1937. Obteve seu diploma em Pré-Direito em 1939 e subsequentemente seu diploma em direito pela Universidade de Santo Tomás, também como primeiro aluno da turma. Em 1947, após um hiato forçado pela Segunda Guerra Mundial, passou o exame da ordem dos advogados das Filipinas.
Após dois anos, foi à Madrid como doutorando graças a uma bolsa de estudos do Instituto de Cultura Hispanica e posteriormente se formou da Universidade Complutense de Madrid com um doutorado em direito. (Sobresaliente, summa cum laude) no outono de 1950.  Entre se formar em direito e o iniciar de seu doutorado, deu aula em San Juan de Letrán e no Colegio de Santa Escolástica.

## Contribuições

### História Filipina
Dr. Molina é melhor conhecido por suas contribuições significativas no campo da história Filipina. Seu estudo de dois volumes, The Phillipines Through the Centuries: As Filipinas Através dos Séculos (Manila, 1961), foi o primeiro livro a depender exclusivamente de fontes originais, às quais ele teve durante sua pesquisa extensiva na Espanha entre 1957-1960. A fluência de Molina na língua castelhana era a de um nativo, o que facilitou seu acesso ilimitado aos documentos do Archivo General de Indias e outras fontes primárias em Valladolid, Segovia, Toledo, e Granada. Uma tradução de seu livro The Phillipines Through the Centuries na língua Filipina foi publicada em 1980.

### José Rizal
A pesquisa de Molina no campo da história Filipina foi focada nos séculos XVIII e XIX, e mais específicamente em José Rizal (1861-1896), herói nacional das Filipinas. Seus livros sobre Rizal incluem Memorias del Dr José Rizal Mercado - Diario Inédito de 1882 (Manila, 1953); Rizal, Homem e Herói (Manila, 1962), e sua ultima obra, Yo, José Rizal (Madrid, 1998). Esta última, uma biografia simulada de Rizal, foi escrita completamente de fontes originais e pode ser considerado o trabalho mais extensivo e significativo de Molina sobre o herói. Nota-se que o autor escreveu Yo, José Rizal simultaneamente em Espanhol e em Inglês. A publicação da versão  em inglês, I José Rizal, ainda não foi publicada.
Antonio Molina ingressou como membro da Ordem dos Cavalheiros de Rizal, chegando ao posto de comandante. Em 1973, foi recebeu um prêmio especial por suas contribuições no campo de estudo de Rizal, incluindo as várias palestras e cursos que deu sobre Rizal.

### Direito, História, e Ética
Além de seus livros sobre Rizal, Antonio Molina publicou vários artigos em revistas e jornais acadêmicos sobre História Filipina e Direito. Entre os seus livros mais famosos, alguns que se destacam são: Elements of Law and the Natural Law (Elementos do Direito e do Direito Natural), Philippine Political Growth (Crescimento Político Filipino), e America en Filipinas (América nas Filipinas) (Madrid, 1992). O último foi publicado pela fundação MAPFRE, como parte da série Realidades Americanas, como comemoração de 500 anos da descoberta do novo mundo. Molina contribuiu a vários artigos, incluindo o volume Historia General de Filipinas (Ediciones de Cultura Hispánica, Madrid, 1999).
Doutor em Direito Civil pela Universidade Complutense de Madri. Acadêmico correspondente da Real Academia Espanhola de Língua. Foi decano da Faculdade de Direito da Universidade de São Tomás de Manila. Recebeu a Encomienda de la Orden de Isabel la Católica. Foi membro do Instituto de Cooperación Iberoamericana.[carece de fontes?]
Autor de vários livros, sendo o mais conhecido a "Historia de Filipinas" (História das Filipinas), que recebeu o prêmio literário filipino Zobel em 1985.

## Carreira

### Como Professor
De 1946 a 1970, Molina foi professor na Universidade de Santo Tomás, onde deu aulas em história Filipina, direito civil, ética, filosofia, e "estudos de Rizal". Também ocupou os cargos de conselheiro de pesquisa da universidade (1960-1967), reitor da faculdade de direito, diretor do Instituto de História (1967-1970), e vice-reitor de assuntos externos.
Além desses cargos acadêmicos, ele serviu como assessor técnico ao Ministro da Educação e ao Diretor da Ordem de Advogados Católicos. Fundou o conselho de escritores e oradores católicos e a associação aquinas de teatro de Manila. Foi membro da Sociedade Filipina Histórica Nacional, a associação internacional de historiadores, Cultura Hispânica, e o movimento internacional de juristas católicos, inter alia. Serviu por muito tempo como diretor da Confederação Internacional de Intelectuais Universitários e como secretário do Tribunal de Recursos Filipino.

### Como Diplomata
Em 1970, Molina se mudou com sua família para Madrid, na Espanha, onde trabalhou no escritório de advocacia Bufete M Vega Penichet. Em 1971, saiu do escritório para servir seu país como adido de imprensa da Embaixada Filipina na Espanha. Em 1992, Molina recebeu o prêmio Medalha de Mérito do então Presidente Corazón Aquino. Esta honra reconheceu suas contribuições durante sua vida aos campos de estudo de história Filipina, cultura, e letras, além de seus esforços altruísticos para fortalecer as relações Hispano-Filipinas.

## Outros Interesses
Molina foi um escritor prolífico durante sua vida, escrevendo vários artigos mesmo após sua aposentadoria. Ele também foi um palestrante bastante procurado por círculos acadêmicos, conferências, eventos culturais, igrejas, e clubes civís. Seus interesses se estendiam além do direito e da história. Além de ser fluente em Espanhol e Inglês, falava Filipino com a mesma facilidade e e era proficiente em Francês, Português, Italiano, e Japonês. Era formado em letras (em japonês) pelo Instituto da Língua Japonesa das Filipinas.
O interesse de Molina por línguas, principalmente a língua castelhana, o levou a escrever, junto à Adolfo Cuadrado Muñiz e Rodolfo Barón Castro, Hispanismos en el Tagalo (Madrid, 1972). Este dicionário, comissionado pela organização de Educação, Ciências, e Cultural das Nações Unidas durante o ano internacional do livro, e reflete a presença rica e contínua da língua espanhola nas Filipinas. Molina também foi membro permanente da Academia de Filipina de Lingua Espanhola em Manila (aceito como membro em 1965) e membro correspondente da Academia Real da Língua Espanhola em Madrid (desde 1966), representando as Filipinas. Foi escolhido para servir como júri do prêmio Cervantes, mais alta honra literária na Espanha. En 1965, Molina ingressou para a Ordem de Isabella a Católica (Encomienda de la Orden de Isabel la Católica), uma honra que reconheceu seus esforços altruístas buscando uma compreensão mais profunda do papel da Espanha nas Filipinas e seus esforços de fortalecer os laços entre os dois países.
Durante sua vida, recebeu vários prêmios de suas alma maters, San Juan de Letrán e Universidad de Santo Tomás (UST). Um destes prêmios recebidos por ele foi dado pela Fundação de Direito da UST, citando-o como um "Advogado Tomasiano [natural de Santo Tomás] exemplar".

## Vida Pessoal e Livros
Molina, um cronista fiel, manteve diários detalhados de suas atividades profissionais e pessoais por grande parte de sua vida. Publicou um livro de memórias da sua família durante a ocupação Japonesa das Filipinas durante a Segunda Guerra Mundial intitulada Dusk and Dawn in the Philippines: Memoirs of a Living Witness of World War II (Amanhecer e Anoitecer nas Filipinas: Memórias de uma Testemunha Viva da Segunda Guerra Mundial) (Manila, 1995). Escreveu também uma biografia sobre seu irmão Dandling, um jovem padre que morreu como resultado da mesma guerra. O livro, Fr. Eduardo Molina, as seen by his brother (Fr. Eduardo Molina, segundo seu irmão), foi publicado em Manila, em 1992.
Um católico devoto, Antonio Molina esteve envolvido em várias iniciativas católicas durante sua vida, incluindo o Movimento da Família Cristã e o Cursillos de Cristiandad. Foi membro da associação teresiana, uma organização de homens e mulheres comprometidos a manter os valores cristãos nos campos da ciência e cultura. No ano 2000, foi nomeado Cavalheiro Protetor da organização de caridade Santa Maria la Real de la Almudena, em Madrid.

## Obras Destacadas
- Yo José Rizal, Madrid: AECI, 1998
- Dusk and Dawn in the Philippines: Memário de 82 anos. No dia 19 daquele mês, ele completaria 50 anos de casado com Maria del Carmen Gómes-Arnau, quem conheceu em 1949 enquanto estudava em Madrid. O casal casou-se em 1950 e tiveram seis filhos; Carmen Molina, Sofia Molina Starnes, Pilar Molina Lalana, Antonio Molina Jr, Chaco Molina, e Teresa Molina Lamata.oirs of a Living Witness of World War II, Manila: New Day Publishers, 1996.
- Historia de Filipinas (2 volumes), Madrid: Ediciones Cultura Hispanica del Instituto de Cooperacion Iberoamericana , 1984.
- America en Filipinas, Madrid : MAPFRE, 1992.
- The Philippines through the centuries, Manila: UST Cooperative, 1960.